# 1927 en science-fiction
| Années de la science-fiction : 1924 - 1925 - 1926 - 1927 - 1928 - 1929 - 1930    |
| Décennies de la science-fiction : 1890 - 1900 - 1910 - 1920 - 1930 - 1940 - 1950 |

L'année 1927 est marquée, en matière de science-fiction, par les événements suivants.

## Naissances et décès

### Naissances
- 19 juillet : Richard E. Geis, écrivain américain, mort en 2013.
- 25 juillet : Pierre-Jean Brouillaud, écrivain français.
- 9 août : Daniel Keyes, écrivain américain, mort en 2014.

## Prix
La plupart des prix littéraires de science-fiction actuellement connus n'existaient alors pas.

## Parutions littéraires

### Romans
- Dix mille lieues dans les airs par Otfrid von Hanstein.
- L'Hyperboloïde de l'ingénieur Garine par Alexis Tolstoï.
- Radiopolis par Otfrid von Hanstein.

### Nouvelles
- La Couleur tombée du ciel par H. P. Lovecraft.

## Sorties audiovisuelles

### Films
- Metropolis par Fritz Lang.